# Crew de Columbus
Maillots
Actualités
Dernière mise à jour : 18 octobre 2022.
Le Crew de Columbus (en anglais : Columbus Crew) est un club franchisé américain de soccer (football) qui évolue en Major League Soccer, basé à Columbus dans l'Ohio.

## Histoire

### Les débuts (1994-1998)
C'est le 15 juin 1994 que la ville de Columbus est devenu un des dix premiers lieux à recevoir la MLS. Le nom du club est originellement nommé L'Eclipse de Columbus car une éclipse solaire a eu lieu quand le club a connu son 10.000e accompte pour billets, le minimum de la ligue.

### L'ère Anthony Precourt (2013-2018)

#### Projet de déménagement à Austin

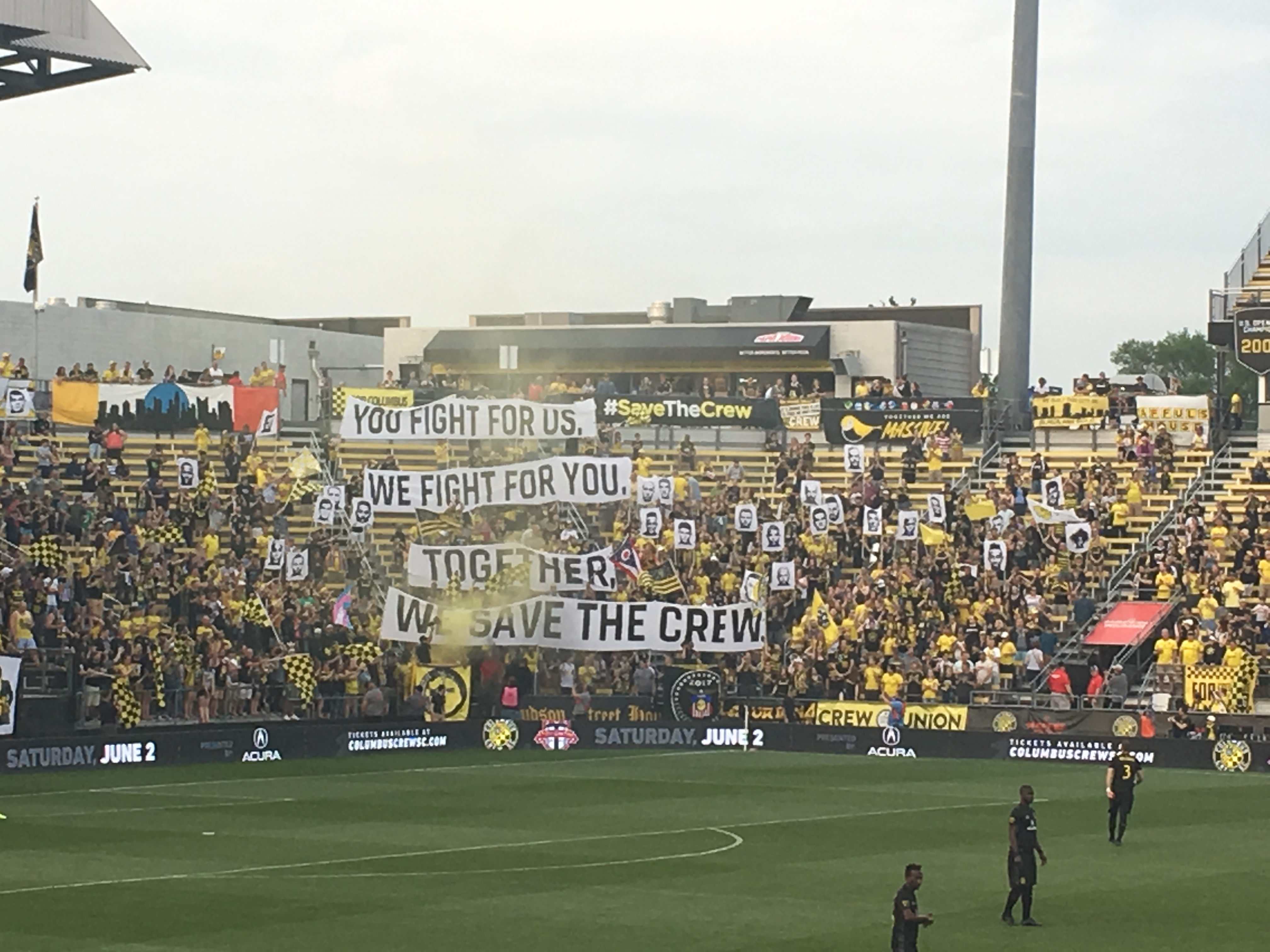
Un tifo Save the Crew avant un match contre le Fire de Chicago le 12 mai 2018.

Les discussions arrivent à rester secrètes entre la ligue, Austin et le mystérieux investisseur, jusqu’au 17 octobre 2017. Ce jour-là, Grant Wahl, indique dans un tweet qu’Anthony Precourt souhaite déplacer le Crew de Columbus à Austin,,. La nouvelle fait rapidement le tour des réseaux sociaux et crée un véritable séisme dans le monde du soccer nord-américain. Certes, le Crew était en difficulté depuis un certain temps et il y avait des signes avant-coureurs : le stade avait cruellement besoin de rénovations et les travailleurs partant à la retraite n’étaient pas remplacé. Les fans du Crew et de nombreuses autres franchises sont donc surpris et attristés de voir des intérêts financiers détruire un club âgé de deux décennies, qui avait un fort impact sur la communauté locale.
L’histoire sera finalement plus clémente pour Columbus, grâce à un mouvement sans précédent de ses fans qui se rallièrent derrière le #SaveTheCrew.

### Reconstruction et l'ère Jimmy Haslam (depuis 2019)
Le 12 octobre 2018, le propriétaire des Browns de Cleveland, Jimmy Haslam (en), publie une déclaration indiquant qu'il est en train d'acheter la franchise, avec d'autres groupes locaux. La MLS annonce plus tard dans une déclaration sa volonté de garder la franchise à Columbus et que Precourt va obtenir les droits de créer une nouvelle franchise à Austin si l'accord est conclu. Le Crew est officiellement racheté le 28 décembre 2018 par le groupe d'investisseurs formé par les propriétaires de la franchise de la National Football League des Browns de Cleveland,,. Les nouveaux propriétaires officialisent alors rapidement la construction d'un nouveau stade dans la zone de l'Arena District (en), au cœur de Columbus,,.
Ce nouvel élan se poursuit avec la nomination de Tim Bezbatchenko (en) à la présidence du directoire et Caleb Porter devient l'entraîneur du club le 4 janvier 2019,. Néanmoins, la franchise rate les séries éliminatoires.
Avant le début de la saison 2020, le club effectue deux signatures majeures, faisant venir Lucas Zelarayán et Darlington Nagbe,. La franchise commence bien la saison, remportant son groupe dans le tournoi MLS is Back avant de se faire éliminer en huitièmes de finale de la compétition. De retour en saison régulière, l'équipe termine à la troisième place de la conférence Est et à la quatrième place au général. En séries, le Crew remporte sa deuxième Coupe MLS deux ans seulement après le rachat de la franchise, l'emportant sur les Sounders de Seattle, lors d'une victoire 3-0 au Mapfre Stadium le 12 décembre 2020,.
La saison 2021 est à peine commencée depuis quelques semaines que l'administration du club annonce un changement d'identité avec effet immédiat en date du 10 mai 2021. Ainsi, le Crew de Columbus devient le Columbus Soccer Club, les appellations Columbus Crew et The Crew devenant ainsi informelles. Le logo reflète aussi cette évolution avec une place importante consacrée au « C » rappelant autant le Crew que la ville de Columbus. Les partisans sont vraiment déçu par les changements et lancent une pétition « Keep the Crew »,,. Néanmoins, après une réunion entre propriétaires et supporteurs, le 17 mai, le Crew modifie quelques aspects de son rebranding. Columbus gardera bien bien le nom « Crew » au sein de son identité mais un retour à l'ancien logo n'est pas une option : une nouvelle version du nouveau devrait inclure « Columbus Crew » et « 96 » à la première mouture,.

## Palmarès et résultats

### Palmarès
| Compétitions nationales | Compétitions internationales | Trophées mineurs |
| - Coupe MLS (3) - Vainqueur : 2008, 2020 et 2023. - Finaliste : 2015. - Supporters' Shield (3) - Vainqueur : 2004, 2008 et 2009. - Conférence Est de MLS (4) - Vainqueur : 2008, 2015, 2020 et 2023. - US Open Cup (1) - Vainqueur : 2002. - Finaliste : 1998 et 2010. | - Coupe des champions de la CONCACAF - cinq participations. - Finaliste : 2024 - Quart-de-finaliste : 2003, 2010, 2011 et 2021. - Coupe des géants de la CONCACAF : - Une participation. - Quart-de-finaliste : 2001. - Campeones Cup (1) - Vainqueur : 2021. - Leagues Cup (1) - Vainqueur : 2024 | - MLS Fair Play Award (4) - Vainqueur : 1997, 1999, 2004 et 2007. - Trillium Cup (8) - Vainqueur : 2008, 2009, 2010, 2012, 2013, 2015, 2018 et 2022. - Carolina Challenge Cup (1) - Vainqueur : 2004. - Lamar Hunt Pioneer Cup (10) - Vainqueur : 2007, 2011, 2012, 2013, 2014, 2016, 2017, 2018, 2019 et 2020. - Walt Disney World Pro Soccer Classic (1) - Vainqueur : 2014. |

### Bilan par saison
| Saison | Saison régulière | Saison régulière | Saison régulière | Saison régulière | Saison régulière | Saison régulière | Saison régulière | Position | Position | Coupe MLS                 | US Open Cup         | Ligue des champions CONCACAF   | Affl. moy. saison régulière | Affl. moy. séries éliminat. |
| Saison | M                | V                | N                | D                | BP               | BC               | Pts              | Conf.    | Ligue    | Coupe MLS                 | US Open Cup         | Ligue des champions CONCACAF   | Affl. moy. saison régulière | Affl. moy. séries éliminat. |
| ------ | ---------------- | ---------------- | ---------------- | ---------------- | ---------------- | ---------------- | ---------------- | -------- | -------- | ------------------------- | ------------------- | ------------------------------ | --------------------------- | --------------------------- |
| 1996   | 32               | 15               | -                | 17               | 59               | 60               | 37               | 4e/5     | 8e/10    | Demi-finale de conférence | Non inscrit         | Non qualifié                   | 18 950                      | 20 807                      |
| 1997   | 32               | 15               | -                | 17               | 42               | 41               | 39               | 3e/5     | 6e/10    | Finale de conférence      | Non inscrit         | Non qualifié                   | 15 041                      | 11 305                      |
| 1998   | 32               | 15               | -                | 17               | 67               | 56               | 45               | 2e/6     | 4e/12    | Finale de conférence      | Finale              | Non qualifié                   | 12 275                      | 12 094                      |
| 1999   | 32               | 19               | -                | 13               | 48               | 39               | 45               | 2e/6     | 6e/12    | Finale de conférence      | Demi-finale         | Non qualifié                   | 17 696                      | 10 983                      |
| 2000   | 32               | 11               | 5                | 16               | 48               | 58               | 38               | 4e/4     | 10e/12   | Non qualifié              | Quart de finale     | Non qualifié                   | 15 451                      | N/Q                         |
| 2001   | 26               | 13               | 6                | 7                | 49               | 36               | 45               | 2e/4     | 4e/12    | Quart de finale           | Quart de finale     | Non tenue Quart de finale (GC) | 17 511                      | 20 883                      |
| 2002   | 28               | 11               | 5                | 12               | 44               | 43               | 38               | 2e/5     | 6e/10    | Demi-finale               | Champion            | Non qualifié                   | 17 429                      | 11 625                      |
| 2003   | 30               | 10               | 8                | 12               | 44               | 44               | 38               | 5e/5     | 8e/10    | Non qualifié              | Quatrième tour      | Quart de finale                | 16 250                      | N/Q                         |
| 2004   | 30               | 12               | 13               | 5                | 40               | 32               | 49               | 1er/5    | 1er/10   | Quart de finale           | Quatrième tour      | Non qualifié                   | 16 872                      | 15 224                      |
| 2005   | 32               | 11               | 5                | 16               | 34               | 45               | 38               | 6e/6     | 10e/12   | Non qualifié              | Quatrième tour      | Non qualifié                   | 12 916                      | N/Q                         |
| 2006   | 32               | 8                | 9                | 15               | 30               | 42               | 33               | 6e/6     | 12e/12   | Non qualifié              | Quatrième tour      | Non qualifié                   | 13 294                      | N/Q                         |
| 2007   | 30               | 9                | 10               | 11               | 39               | 44               | 37               | 6e/7     | 9e/13    | Non qualifié              | Non qualifié        | Non qualifié                   | 15 230                      | N/Q                         |
| 2008   | 30               | 17               | 6                | 7                | 50               | 36               | 57               | 1er/7    | 1er/14   | Champion                  | Non qualifié        | Non qualifié                   | 14 622                      | 12 921                      |
| 2009   | 30               | 13               | 10               | 7                | 41               | 31               | 49               | 1er/7    | 1er/15   | Demi-finale de conférence | Troisième tour      | Non qualifié                   | 14 447                      | 10 109                      |
| 2010   | 30               | 14               | 8                | 8                | 40               | 34               | 50               | 2e/8     | 5e/16    | Demi-finale de conférence | Finale              | Quart de finale                | 14 642                      | 10 322                      |
| 2011   | 34               | 13               | 8                | 13               | 43               | 44               | 47               | 4e/9     | 9e/18    | Premier tour              | Troisième tour      | Quart de finale                | 12 185                      | N/A                         |
| 2012   | 34               | 15               | 7                | 12               | 44               | 44               | 52               | 6e/10    | 10e/19   | Non qualifié              | Troisième tour      | Non qualifié                   | 14 397                      | N/Q                         |
| 2013   | 34               | 12               | 5                | 17               | 42               | 46               | 41               | 6e/10    | 16e/19   | Non qualifié              | Huitième de finale  | Non qualifié                   | 16 080                      | N/Q                         |
| 2014   | 34               | 14               | 10               | 10               | 52               | 42               | 52               | 3e/10    | 7e/19    | Demi-finale de conférence | Huitième de finale  | Non qualifié                   | 16 881                      | 9 074                       |
| 2015   | 34               | 15               | 8                | 11               | 58               | 53               | 53               | 2e/10    | 4e/20    | Finale                    | Huitième de finale  | Non qualifié                   | 16 513                      | 20 797                      |
| 2016   | 34               | 8                | 12               | 14               | 50               | 58               | 36               | 9e/10    | 18e/20   | Non qualifié              | Huitième de finale  | Non qualifié                   | 17 125                      | N/Q                         |
| 2017   | 34               | 16               | 6                | 12               | 53               | 49               | 54               | 5e/11    | 5e/22    | Finale de conférence      | Quatrième tour      | Non qualifié                   | 15 439                      | 17 853                      |
| 2018   | 34               | 14               | 9                | 11               | 43               | 45               | 51               | 5e/11    | 10e/23   | Demi-finale de conférence | Quatrième tour      | Non qualifié                   | 15 333                      | 12 892                      |
| 2019   | 34               | 10               | 8                | 16               | 39               | 47               | 38               | 10e/12   | 20e/24   | Non qualifié              | Huitièmes de finale | Non qualifié                   | 14 284                      | N/Q                         |
| 2020   | 23               | 12               | 5                | 6                | 36               | 21               | 41               | 3e/14    | 4e/26    | Champion                  | Non tenue           | Non qualifié                   | N/A                         | N/A                         |
| 2021   | 34               | 13               | 8                | 13               | 46               | 45               | 47               | 9e/14    | 17e/27   | Non qualifié              | Annulée             | Quart de finale                | 16 583                      | N/Q                         |
| 2021   | 34               | 13               | 8                | 13               | 46               | 45               | 47               | 9e/14    | 17e/27   | Non qualifié              | Annulée             | Champion (CC)                  | 16 583                      | N/Q                         |
| 2022   | 34               | 10               | 16               | 8                | 46               | 41               | 46               | 8e/14    | 16e/28   | Non qualifié              | Troisième tour      | Non qualifié                   |                             | N/Q                         |

### Meilleurs buteurs par saison
| Saison | Meilleurs buteurs | Meilleurs buteurs |
| Saison | Joueurs           | Buts              |
| ------ | ----------------- | ----------------- |
| 1996   | Brian McBride     | 19                |
| 1997   | Pete Marino       | 8                 |
| 1998   | Stern John        | 30                |
| 1999   | Stern John        | 25                |
| 2000   | Dante Washington  | 15                |
| 2001   | Jeff Cunningham   | 14                |
| 2002   | Jeff Cunningham   | 16                |
| 2003   | Edson Buddle      | 16                |
| 2004   | Edson Buddle      | 13                |
| 2005   | Edson Buddle      | 9                 |

| Saison | Meilleurs buteurs          | Meilleurs buteurs |
| Saison | Joueurs                    | Buts              |
| ------ | -------------------------- | ----------------- |
| 2006   | Joseph Ngwenya             | 5                 |
| 2006   | Jason Garey                | 5                 |
| 2007   | Alejandro Moreno           | 7                 |
| 2008   | Alejandro Moreno           | 10                |
| 2009   | Guillermo Barros Schelotto | 14                |
| 2010   | Guillermo Barros Schelotto | 12                |
| 2011   | Andrés Mendoza             | 14                |
| 2012   | Jairo Arrieta              | 9                 |
| 2013   | Dominic Oduro              | 13                |

| Saison | Meilleurs buteurs | Meilleurs buteurs |
| Saison | Joueurs           | Buts              |
| ------ | ----------------- | ----------------- |
| 2014   | Federico Higuaín  | 12                |
| 2015   | Kei Kamara        | 26                |
| 2016   | Ola Kamara        | 16                |
| 2017   | Ola Kamara        | 9                 |
| 2018   | Gyasi Zardes      | 20                |
| 2019   | Gyasi Zardes      | 19                |
| 2020   | Gyasi Zardes      | 12                |
| 2021   | Lucas Zelarayán   | 13                |
| 2022   | Lucas Zelarayán   | 10                |

## Personnalités du club

### Entraîneurs
Le tableau suivant présente la liste des entraîneurs de la franchise depuis 1996.
| Rang | Entraîneur                | Nationalité | Début            | Fin              | Matchs | Victoires | Nuls | Défaites | % victoires | Palmarès                                                    |
| ---- | ------------------------- | ----------- | ---------------- | ---------------- | ------ | --------- | ---- | -------- | ----------- | ----------------------------------------------------------- |
| 1    | Tim Liekoski              | Finlande    | 5 décembre 1995  | 2 août 1996      | 22     | 4         | 7    | 11       | 18.18%      |                                                             |
| 2    | Tom Fitzgerald            | États-Unis  | 2 août 1996      | 17 mai 2001      | 171    | 74        | 33   | 64       | 43.27%      |                                                             |
| 3    | Greg Andrulis             | États-Unis  | 17 mai 2001      | 12 juillet 2005  | 147    | 60        | 35   | 52       | 40.82%      | 1x Coupe des États-Unis (2002) 1x Supporters' Shield (2004) |
| 4    | Robert Warzycha (intérim) | Pologne     | 12 juillet 2005  | 20 octobre 2005  | 17     | 7         | 3    | 7        | 41.18%      |                                                             |
| 5    | Sigi Schmid               | Allemagne   | 20 octobre 2005  | 16 décembre 2008 | 101    | 39        | 26   | 36       | 38.61%      | 1x Coupe MLS (2008) 1x Supporters' Shield (2008)            |
| 6    | Robert Warzycha           | Pologne     | 23 décembre 2008 | 2 septembre 2013 | 167    | 74        | 43   | 67       | 44.31%      | 1x MLS Supporters' Shield (2009)                            |
| 7    | Brian Bliss (intérim)     | États-Unis  | 2 septembre 2013 | 6 novembre 2013  | 8      | 4         | 0    | 4        | 50%         |                                                             |
| 8    | Gregg Berhalter           | États-Unis  | 6 novembre 2013  | 2 décembre 2018  | 193    | 74        | 49   | 70       | 38.34%      |                                                             |
| 9    | Caleb Porter              | États-Unis  | 4 janvier 2019   | 10 octobre 2022  | 137    | 53        | 39   | 45       | 38.69%      | 1x Coupe MLS (2020) 1x Campeones Cup (2021)                 |
| 10   | Wilfried Nancy            | France      | 6 décembre 2022, | En poste         | 0      | 0         | 0    | 0        | %           |                                                             |

### Effectif actuel (2025)

#### Joueurs prêtés
Le tableau suivant liste les joueurs en prêt pour la saison 2023.
| Joueurs prêtés |    |                    |                |                     |                 |                              |  |
| \| N° \| P. \| Nat. \| Nom \| Date de naissance \| Sélection \| Club en prêt \| \| \| \| \| \| \| \| \| \| \| \| 999 \| G \| \| Abraham Romero \| 18/02/1998 (27 ans) \| Mexique espoirs \| Colorado Springs Switchbacks \| \| |    |                    |                |                     |                 |                              |  |
| N° | P. | Nat.               | Nom            | Date de naissance   | Sélection       | Club en prêt                 |  |
| |    |                    |                |                     |                 |                              |  |
| 999 | G  | Drapeau du Mexique | Abraham Romero | 18/02/1998 (27 ans) | Mexique espoirs | Colorado Springs Switchbacks |  |

| N°  | P. | Nat.               | Nom            | Date de naissance   | Sélection       | Club en prêt                 |  |
|     |    |                    |                |                     |                 |                              |  |
| 999 | G  | Drapeau du Mexique | Abraham Romero | 18/02/1998 (27 ans) | Mexique espoirs | Colorado Springs Switchbacks |  |

## Identité du club

### Logo

Logo de 1996 à 2014.
Logo de 2015 au 10 mai 2021.
Logo du 10 au 17 mai 2021[19].
Logo depuis le 17 mai 2021[24].

## Structures sportives
Le Crew de Columbus est devenu la première franchise de la Major League Soccer à se doter de son propre stade, le Mapfre Stadium (Columbus Crew Stadium jusqu'en 2015). Celui-ci est en effet un soccer-specific stadium, c’est-à-dire un stade conçu pour accueillir des matchs de soccer. Auparavant, la franchise de Columbus jouait à l'Ohio Stadium, un stade destiné avant tout au football américain.

## Équipe réserve
Actualités
Dernière mise à jour : 20 novembre 2022.
Basé à Columbus en Ohio, le Crew 2 de Columbus évolue en MLS Next Pro, le troisième niveau dans la hiérarchie nord-américaine. L'équipe est annoncée le 6 décembre 2021 comme l'équipe réserve du Crew de Columbus.

### Histoire
Après avoir annoncé la création de son équipe réserve le 6 décembre 2021, le Crew nomme Laurent Courtois comme le premier entraîneur de cette nouvelle formation le 28 janvier 2022.
Il mène le Crew 2 à sa première rencontre en MLS Next Pro face à l'Inter Miami II au Drive Pink Stadium le 26 mars 2022 (défaite 2-0). Malgré cette défaite lors de la rencontre inaugurale, l'équipe connaît une saison de grande qualité et se qualifie pour les séries éliminatoires dès la fin août. Emmené par son joueur-étoile et meilleure buteur de la compétition, Jacen Russell-Rowe, le Crew 2 remporte la saison régulière et se hisse en finale où il se défait du St. Louis City 2 pour soulever le premier trophée de l'histoire de la MLS Next Pro.

### Stades
Pour ses rencontres à domicile, le Crew 2 évolue à l'Historic Crew Stadium.

## Palmarès et résultats

### Palmarès
| Compétitions nationales                                                                                                |
| - MLS Next Pro (1) - Vainqueur : 2022. - Vainqueur de la saison régulière : 2022. - Leagues Cup (1) - Vainqueur : 2024 |

### Bilan par saison
| Saison | Niv. | Ligue | Saison régulière | Saison régulière | Saison régulière | Saison régulière | Saison régulière | Saison régulière | Saison régulière | Saison régulière | Position | Position | Séries   |
| Saison | Niv. | Ligue | M                | V                | Vt               | Dt               | D                | BP               | BC               | Pts              | Conf.    | Ligue    | Séries   |
| ------ | ---- | ----- | ---------------- | ---------------- | ---------------- | ---------------- | ---------------- | ---------------- | ---------------- | ---------------- | -------- | -------- | -------- |
| 2022   | 3    | MLSNP | 24               | 16               | 2                | 3                | 3                | 62               | 22               | 55               | 1er/10   | 1er/21   | Champion |